# Територия Джървис Бей
Територия Джервис Бей (на английски: Jervis Bay Territory) е административна единица на Австралия, разположена на югоизточното крайбрежие на едноименния континент. На територията се намират военноморска база и търговското пристанище на столицата Канбера.
Земята е закупена от правителството на Австралия през 1915 г. от щата Нов Южен Уелс, за да може австралийската столица да има излаз на море. До 1989 г., територията е част от Австралийската столична територия. На административната единица са разположени три малки селища. Населението ѝ е около 600 души. Площта ѝ е – 73 km2.